# Йон Горенц Станкович
Йон Горенц Станкович (словен. Jon Gorenc-Stanković, нар. 14 січня 1996, Любляна) — словенський футболіст, захисник австрійського клубу «Штурм» (Грац).
Виступав, зокрема, за клуби «Домжале», «Боруссія» II та «Гаддерсфілд Таун», а також національну збірну Словенії.

## Клубна кар'єра
У дорослому футболі дебютував навесні 2013 року виступами за команду «Домжале», в якій взяв участь у 18 матчах чемпіонату. Своєю грою за цю команду привернув увагу представників тренерського штабу німецької «Боруссії» (Дортмунд), до складу якої приєднався влітку 2014 року. Втім у новій команді грав лише за юнацьку команду до 19 років, а також за резервну команду, за яку кінця сезону провів 31 матч у Третій лізі, а команда посіла 19 місце і вилетіла до Регіоналліги. Там у сезоні 2015/16 Горенц Станкович знову провів 31 матч, але так і не дебютував за першу команду дортмундців, хоча і потрапляв до заявки на матчі Бундесліги.
В липні 2016 року словенець уклав контракт з англійським клубом «Гаддерсфілд Таун». Станкович дебютував за новий у матчі Кубка ліги проти «Шрусбері Тауна» (1:2) 9 серпня 2016 року. а 27 вересня дебютував у Чемпіоншипі, вийшовши на заміну у грі проти «Ротергем Юнайтед». У своєму першому сезоні він зіграв сім матчів у чемпіонаті, а команда посіла 5 місце, після чого у плей-оф пройшла «Шеффілд Венсдей» і «Редінг» та вийшла до Прем'єр-ліги. Однак там у першому сезоні в англійській вищій лізі він не зіграв жодного матчу. Лише 19 серпня 2018 року в грі проти «Манчестер Сіті» (1:6) Горенц Станкович дебютував у вищому англійському дивізіоні і в цій же грі забив дебютний гол. До кінця сезону 2018/19 він провів загалом одинадцять матчів у вищому дивізіоні, але команда стала 18-ою і вилетіла назад до Чемпіоншипу, де словенець провів з клубом ще один рік.
В червні 2020 року Йон перейшов у австрійський «Штурм» (Грац). Станом на 30 липня 2022 року відіграв за команду з Граца 60 матчів в національному чемпіонаті.

## Виступи за збірні
2011 року дебютував у складі юнацької збірної Словенії (U-16), загалом на юнацькому рівні взяв участь у 28 іграх, відзначившись 2 забитими голами.
Протягом 2015—2016 років залучався до складу молодіжної збірної Словенії, з якою виграв турнір пам'яті Валерія Лобановського 2015 року, зігравши в обох матчах. Загалом на молодіжному рівні зіграв у 13 офіційних матчах, забив 2 голи.
В червні 2016 року Станкович вперше був викликаний до національної збірної Словенії Сречко Катанецем на товариський матч проти Туреччини. Втім, тоді на поле не вийшов і лише через 4 роки після першого запрошення, 7 жовтня 2020 року, він дебютував за збірну в товариському матчі проти Сан-Марино (4:0)

## Статистика виступів

### Статистика клубних виступів
| Сезон                            | Команда                          | Чемпіонат                        | Чемпіонат | Чемпіонат | Національний кубок | Національний кубок | Національний кубок | Континентальні кубки | Континентальні кубки | Континентальні кубки | Інші змагання | Інші змагання | Інші змагання | Усього | Усього |
| Сезон                            | Команда                          | Ліга                             | Ігор      | Голів     | Ліга               | Ігор               | Голів              | Ліга                 | Ігор                 | Голів                | Ліга          | Ігор          | Голів         | Ігор   | Голів  |
| -------------------------------- | -------------------------------- | -------------------------------- | --------- | --------- | ------------------ | ------------------ | ------------------ | -------------------- | -------------------- | -------------------- | ------------- | ------------- | ------------- | ------ | ------ |
| 2012–13                          | «Домжале»                        | 1Л                               | 6         | 0         | -                  | -                  | -                  | -                    | -                    | -                    | -             | -             | -             | 6      | 0      |
| 2013–14                          | «Домжале»                        | 1Л                               | 12        | 0         | КС                 | 1                  | 0                  | ЛЄ                   | 2                    | -                    | -             | -             | -             | 15     | 0      |
| Усього за «Домжале»              | Усього за «Домжале»              | Усього за «Домжале»              | 18        | 0         |                    | 1                  | 0                  |                      | 2                    | 0                    |               | -             | -             | 21     | 0      |
| 2014–15                          | «Боруссія II»                    | 3Л (ІІІ)                         | 31        | 1         | -                  | -                  | -                  | -                    | -                    | -                    | -             | -             | -             | 31     | 1      |
| 2015–16                          | «Боруссія II»                    | РЛ (IV)                          | 31        | 1         | -                  | -                  | -                  | -                    | -                    | -                    | -             | -             | -             | 31     | 1      |
| Усього за Borussia «Боруссію II» | Усього за Borussia «Боруссію II» | Усього за Borussia «Боруссію II» | 62        | 2         |                    | -                  | -                  |                      | -                    | -                    |               | -             | -             | 62     | 2      |
| 2016–17                          | «Гаддерсфілд Таун»               | ЧФЛ (ІІ)                         | 7         | 0         | КА+КЛ              | 4+1                | 0                  | -                    | -                    | -                    | -             | -             | -             | 12     | 0      |
| 2017–18                          | «Гаддерсфілд Таун»               | ПЛ                               | 0         | 0         | КА+КЛ              | 0                  | 0                  | -                    | -                    | -                    | -             | -             | -             | 0      | 0      |
| 2018–19                          | «Гаддерсфілд Таун»               | ПЛ                               | 11        | 1         | КА+КЛ              | 1+1                | 0                  | -                    | -                    | -                    | -             | -             | -             | 13     | 1      |
| 2019–20                          | «Гаддерсфілд Таун»               | ЧФЛ (ІІ)                         | 19        | 1         | КА+КЛ              | 1+1                | 0                  | -                    | -                    | -                    | -             | -             | -             | 21     | 1      |
| Усього за «Гаддерсфілд Таун»     | Усього за «Гаддерсфілд Таун»     | Усього за «Гаддерсфілд Таун»     | 37        | 2         |                    | 9                  | 0                  |                      | -                    | -                    |               | -             | -             | 46     | 2      |
| 2020–21                          | «Штурм» (Грац)                   | БЛ                               | 30        | 3         | КА                 | 5                  | 1                  | -                    | -                    | -                    | -             | -             | -             | 35     | 4      |
| 2021–22                          | «Штурм» (Грац)                   | БЛ                               | 30        | 4         | КА                 | 3                  | 0                  | ЛЄ                   | 7                    | 1                    | -             | -             | -             | 40     | 5      |
| Усього за «Штурм» (Грац)         | Усього за «Штурм» (Грац)         | Усього за «Штурм» (Грац)         | 60        | 7         |                    | 8                  | 1                  |                      | 7                    | 1                    |               | -             | -             | 75     | 9      |
| Усього за кар'єру                | Усього за кар'єру                | Усього за кар'єру                | 177       | 7         |                    | 18                 | 1                  |                      | 9                    | 1                    |               | -             | -             | 204    | 13     |

## Титули і досягнення
- Володар Кубка Австрії (2):

«Штурм»: 2022-23, 2023-24
- Чемпіон Австрії (2):

«Штурм»: 2023-24, 2024-25